# Rerum Novarum
La Rerum Novarum (llatí: De les noves realitats) és una encíclica publicada pel Papa Lleó XIII el 15 de maig de 1891. És una carta oberta dirigida a tots els bisbes catòlics sobre les condicions de les classes treballadores. L'encíclica es titula "Drets i Deures del Capital i els Treballadors." Wilhelm Emmanuel von Ketteler i el cardenal Henry Edward Manning van influenciar en la seva composició.
S'havia discutit sobre la relació i els deures mutus entre els treballadors i el capital, així com sobre els governs i els seus ciutadans. La principal preocupació era la necessitat de millores sobre "La misèria i la pobresa que pressiona tan injustament sobre la major part de la classe treballadora." Dona suport al dret dels treballadors de formar sindicats, rebutja el comunisme i el capitalisme sense restriccions, tot i que afirma el dret a la propietat privada.
Diverses de les posicions que apareixen a la Rerum Novarum van ser suplementades en encícliques posteriors, com Quadragesimo Anno de Pius XI (1931), Mater et Magistra de Joan XXIII (1961) i Centesimus Annus de Joan Pau II (1991).

## Missatge
La Rerum Novarum té com a subtítol "Sobre les condicions dels Treballadors". En aquest document, el Papa Lleó estableix la resposta de l'Església Catòlica al conflicte social que ha esclatat després de la industrialització i que ha comportat l'emergència del socialisme. El Papa ensenya que el paper de l'Estat és promoure la justícia social mitjançant la protecció dels drets, mentre que l'Església ha de parlar sobre la problemàtica social per tal d'ensenyar els principis socials correctes i assegurar l'harmonia entre les classes. Reiterava el llarg ensenyament eclesiàstic en vista a la importància crucial del dret a la propietat privada, però reconeixia, en un dels passatges més coneguts de l'encíclica que les operacions lliures de les forces del mercat han de ser temperades per les consideracions morals:
Que l'obrer i el patró estiguin lliurement d'acord sobre el mateix, i concretament sobre la quantia del salari; queda, però, latent, sempre quelcom de justícia natural superior i anterior a la lliure voluntat de les parts contractant, a saber: que el salari no ha de ser de cap manera insuficient per alimentar un obrer frugal. Per tant, si l'obrer, obligat per la necessitat o acuitat per la por d'un mal major, accepta, encara que sense voler-la, una condició més dura, perquè la imposen el patró o l'empresari, és veritablement víctima d'una violència, contra la qual reclama la justícia."
La Rerum Novarum és remarcable per la seva descripció real de la pobresa urbana del segle xix i per la seva condemna al capitalisme desregularitzat. Entre els remeis que prescriu estan la formació de sindicats i la introducció a la negociació col·lectiva, particularment com a alternativa a la intervenció de l'estat.
L'encíclica declarava la propietat privada com un principi fonamental de la llei natural. Posteriorment ha estat interpretada com una adaptació dramàtica a les idees tomístiques sobre la propietat, car el Papa intentava canviar les aliances de classe de l'església, mitjançant una aliança amb la burgesia, davant del que percebia com l'amenaça del socialisme.
La Rerum Novarum també reconeix que els pobres tenen un estatus especial en consideració a la problemàtica social: el principi modern catòlic de "l'opció preferent pels pobres" i la noció que Déu està al costat dels pobres estan expressats en aquest document.

### Drets i deures
Com a marc per la construcció de l'harmonia social, el Papa Lleó proposava la idea de drets i deures. Per exemple, els treballadors tenen drets i deures respecte dels seus patrons; de la mateixa manera que aquests tenen drets i deures respecte dels seus treballadors. Alguns dels deures dels treballadors són:
- Realitzar les tasques encarregades de manera plena i satisfactòria
- abstenir-se individualment del vandalisme o dels atacs personals
- abstenir-se col·lectivament de revoltes i violència

I entre els deures dels patrons hi ha:
- pagar salaris justos
- donar temps lliure per la pràctica religiosa i la vida familiar
- donar treball apropiat a la força de cada persona, gènere i edat
- respectar la dignitat dels treballadors i no veure'ls com a esclaus.[6]

L'Església recorda a la gent que els seus drets i deures poden ajudar-los a formar i a activar la consciència social. Malgrat això, el Papa també recomana que les autoritats civils facin el seu paper en protegir els drets laborals i en mantenir la pau. La llei ha d'intervenir no més del necessari per aturar els abusos.

### Dignitat i Drets dels Treballadors
El Papa Lleó afirmava els dret dels treballadors a la seguretat i a unes condicions laborals i hores de treball sostenibles. Els patrons són responsables d'això: Ni la justícia ni la humanitat toleren l'exigència d'un rendiment tal, que l'esperit s'esmussi per l'excés de treball i al mateix temps el cos es rendeixi a la fatiga. El Papa Lleó també expressava una gran preocupació perquè tothom tingués períodes de descans adequats i que el treball no excedís les seves forces. Específicament mencionava el treball a les mines, així com el treball al descobert en certes estacions, com a perillós per a la salut i que requeria protecció addicional. Condemnava l'ús del treball infantil per interferir amb l'educació i el desenvolupament dels nens. També preferia que les dones es quedessin a casa.
Els salaris justos són definits a la Rerum Novarum com a mínim com un sou digne, però el Papa Lleó recomana pagar més que això: prou per mantenir el treballador, la seva esposa i família, que els quedi quelcom per estalviar de manera que el treballador pugui millorar la seva situació en el temps.

### Drets i Deures dels Patrons
La Rerum Novarum afirma fermament el dret a la propietat privada, incloent les terres, com un principi de la llei natural.
La propietat privada, com hem vist, és el dret natural de l'home, i per exercir aquest dret, especialment com a membres de la societat, no només és legal, sinó que també absolutament necessari. "És legal", diu St. Tomàs d'Aquino, "per a un home tenir propietat privada; i també és necessari pel desenvolupament de l'existència humana".
El dret a tenir propietat no vol dir una llibertat absoluta en l'ús dels diners, sinó que comporta responsabilitats. Lleó encoratjava els rics a satisfer les seves pròpies necessitats, les necessitats de les seves famílies, i a mantenir un nivell de vida "acceptable". Però són responsables de donar almoina del que els queda. Això no es tracta d'una llei, sinó d'una obligació moral.
El que ha rebut de la bondat divina una gran quantitat de benediccions temporals, ja siguin externes i materials, o els dons de la ment, els ha rebut amb el propòsit d'emprar-los per a la perfecció de la seva pròpia naturalesa i, al mateix temps, pot emprar-los, com a administrador de la providència de Déu, pel benefici dels altres.

### El Bé Comú
Sense recomanar una forma de govern o una altra, el Papa Lleó establí alguns principis pel paper apropiat de l'Estat en el bon govern. El propòsit primari d'un Estat és procurar pel bé comú. Tots tenen la mateixa dignitat, sense que importi la classe social, i un bon govern protegeix els drets i es preocupa per les necessitats dels seus membres, rics i pobres.
Pel que fa a l'Estat, els interessos de tots, siguin rics o pobres, són iguals. Els membres de les classes treballadores són ciutadans per naturalesa i amb els mateixos drets que els rics; són parts reals que viuen i que constitueixen, a través de la família, el cos de la comunitat... per tant, l'administració pública ha de vetllar sol·lícita pel benestar i el confort de les classes treballadores; sinó, aquesta llei de justícia serà violada, car ordena que cada home tindrà el que es mereix.
El Papa Lleó també assenyalava que tots són, d'alguna manera, contribuents al bé comú. Alguns són líders i, per tant són més visibles. D'altres són menys visibles i pot semblar que, individualment, contribueixen menys. Però la contribució de cadascú és important.
...la tasca de les classes treballadores, l'exercici de les seves habilitats i l'ús de la seva força, en llaurar la terra i en les botigues de comerç, és especialment responsable i molt indispensable. En efecte... pot dir-se que és només mitjançant el treball dels homes que els estats s'enriqueixen.

### L'opció preferent pels pobres
El Papa Lleó emfatitzà la dignitat dels pobres i de les classes treballadores:
Així com a aquells que no tenen els dons de la fortuna, l'Església els ensenya que a ulls de Déu la pobresa no és cap desgràcia, i que no hi ha res vergonyant en guanyar-se el pa mitjançant el treball.
El mateix Déu sembla inclinar-se més aviat per aquells que pateixen desgràcia, car Jesucrist anomena als pobres "beneïts" (Mt 5:3). Amorosament convida els treballadors i els apenats que es dirigeixin a ell a la recerca de consol (Mt 11:28) i mostra la caritat més tendra vers els humils i els oprimits
El tracte igualitari és preferible, però quan les lleis generals no són adequades per protegir membres de la societat pobres i vulnerables, és just donar-los més ajuda d'acord amb les seves necessitats.
La classe més rica té moltes maneres de protegir-se, i depèn menys de l'ajut de l'Estat; mentre que la massa dels pobres no tenen recursos propis als que recórrer, i depèn principalment de l'assistència de l'Estat. I és per aquest motiu que els assalariats, a la qual pertanyen en la seva majoria la massa dels necessitat, han de ser especialment protegits pel govern.
Aquest és el principi de l'opció preferent pels pobres, que va ser desenvolupada més profundament als escrits de papes posteriors.

### El dret d'associació
El Papa Lleó distingia entre la societat civil i les societats privades que existien dins d'aquella. La societat civil existeix per protegir el bé comú i preservar els drets a la igualtat. Les societats privades són diverses i existeixen per diversos propòsits. Els sindicats són un tipus de societats privades, i tenen una visió especial a l'encíclica: "El més important de tot són els sindicats de treballadors, car virtualment inclouen totes les altres... és molt desitjable que siguin cada cop més nombrosos i més eficients." Altres exemples de societats privades són la família, les associacions empresarials i els ordes religiosos.
El Papa donà un gran suport al dret d'existir i d'auto-regulació de les societats privades
"Les societats privades, doncs, existeixen dins del cos polític, i són una gran part de la comunitat, i no poden ser prohibides en absolut per l'autoritat pública. Per tant, ingressar en una societat d'aquesta mena és un dret natural de la persona; i l'Estat té per ofici protegir els drets naturals, no pas destruir-los..."
"L'Estat ha de vetllar per aquestes agrupacions de ciutadans que es reuniren d'acord amb els seus drets, però no ha de interferir en els seus problemes peculiars ni la seva organització, per allò que els mou i viu per l'Esperit que els inspira, i que pot ser mort per l'acció d'una mà de l'exterior."
Lleó recolzava els sindicats, tot i que s'oposava a algunes parts del llavors emergent moviment obrer, i específicament objectava contra l'afiliació sindical obligatòria. Demanava als treballadors, que si el seu sindicat semblava anar en una mala direcció, que formessin associacions alternatives.
"Ara, hi ha una bona quantitat de proves en favor de l'opinió que diverses d'aquestes societats estan en mans de líders secrets, i que han arranjat els seus principis dels malvats d'acord amb el cristianisme i el benestar públic; i ara fan tot el possible per assolir tots els obrers perquè s'uneixin a ell o perquè es morin de fam."
Lamentà les situacions on els governs suprimien els ordes religiosos i d'altres organitzacions catòliques.

## Impacte i llegat
- La Rerum Novarum ha estat interpretada com la primera resposta de l'Església Catòlica a l'explotació dels obrers.[21]
- L'encíclica també conté una proposta per a un salari digne, tot i que no l'anomena específicament així. El teòleg americà John A. Ryan, també economista, desenvolupà aquesta proposta al seu llibre A Living Wage (1906).[22]
- A Bèlgica, el Moviment Obrer Cristià (que té un enllaç tradicional amb els partits democrata-cristians) commemora la festa de l'Ascensió (allà és un dia festiu) com una mena de complement o contrapunt al Dia dels Treballadors (també un dia festiu a Bèlgica) de l'1 de maig.
- Les opinions expressades pel bisbe fictici Morehouse a l'inici de “The Iron Heel”, de Jack London, són clarament derivades de la Rerum Novarum.
- L'Enciclopèdia Catòlica, escrita el 1911, en parla en termes molt lloables. Afirma que el document "ha inspirat una gran quantitat de literatura social catòlica, mentre que molts catòlics l'han lloada com un dels treballs més definitius i raonables mai escrits sobre el tema".[5]